# Monte Assiniboine
Il monte Assiniboine è una montagna appartenente alle Montagne Rocciose Canadesi, localizzata al confine delle province canadesi dell'Alberta e della Columbia Britannica. Ha un'altezza di 3.618 metri sul livello del mare. Per la sua forma piramidale è anche comunemente chiamato il Cervino del Nord America.